# 고리아노시콜리
고리아노시콜리(이탈리아어: Goriano Sicoli)는 이탈리아 아브루초주 라퀼라도에 있는 코무네이다.
고리아노는 600여명이 사는 중세 마을이다. 아브루초 주 남동쪽에 있는 산 꼭대기에 있는 아름다운 마을이며, 워싱턴 국립 미물관에 걸려있는 마우리츠 코르넬리스 에셔가 그린 그림의 마을이다.
이탈리아 역사 전문가들은 이 마을이 816년 쯤에 생겨난것으로 보고 있으나, 지역의 거주민들은 초기 로마 시대의 마을이었다고 하고 2천년 이전에도 존재하였다고 주장한다.